# Egyházaskér
Egyházaskér (másként Verbica, szerbül Врбица / Vrbica) település Szerbiában, a Vajdaságban, az Észak-bánsági körzetben, Csóka községben.

## Fekvése
Nagykikindától északra, Csókától északkeletre, az Aranka folyó mellett, Kanizsamonostor és Podolkány közt fekvő település.

## Története
Egyházaskér 1789-ben települt Szeged környékéről származó 41 lakossal.
A település birtokosa 1848-ig a Marczibányi család volt.
A település mai, Egyházaskér nevét 1888-ban kapta, addig neve Verbicza volt.
1910-ben 861 lakosából 837 magyar, 21 szerb volt. Ebből 785 római katolikus, 33 református, 23 görögkeleti ortodox volt.
A trianoni békeszerződés előtt Torontál vármegye Törökkanizsai járásához tartozott.

## Az egyházaskéri tavaszi fokhagyma
A makói hagymatermesztés 1861-ben, a belső legelők felosztása után került át a kertekből a szántóföldekre, ami ugrásszerű termesztésnövekedést eredményezett. S miután a makói határ kicsinynek bizonyult, a termelők egyre nagyobb számban vették bérbe a szomszédos megyék, s így a Maros folyón túli, gőzekével felszántott területeket. A 19. század végére a trianoni békekötésig a makói hagymakörzet Csanád, Békés, Arad és Torontál vármegye területeit is magába foglalta. Torontálban a mai vajdasági Bánát északi részén, az Arankaköznek vagy Marosszögnek nevezett néprajzi kistájon, a Tisza-Maros-Aranka folyók háromszögében termelték a legtöbb vöröshagymát és fokhagymát a makói kertészek.
Egyházaskér az Arankaköz legkisebb települései közé tartozik. A tősgyökeres lakosságot a több mint kétszáz éve kitelepült szegedi dohánykertész és a makói hagymatermesztő családok alkotják azonban az első világháború után a dohánytermesztést egyre inkább kiszorította a fokhagymakertészet, amely mára a falu egyik legfőbb megélhetési forrásává és országos és nemzetközi szintű ismertetőjegyévé vált. 
A tavaszi fokhagyma termesztése gépesítés híján jelentős fizikai munkát igényel. Egy kalendáriumi év áttekintésénél a januári fokhagymatisztítás és gerezdekre bontás az első nagyobb munkatevékenység, amelyet a februári-márciusi „dugás/gyugás” duggatás követ. Azután a júniusi hagymaszedésig folyamatos kapálással vagy munkagépes ekekapázással telnek az egyházaskéri fokhagymatermesztők napjai. A betakarítást a tisztítás és a hagymafejek nagyságszerinti – a magnak való, az eladó és az apró – kategorizálása követi, augusztustól a tél beálltáig pedig az értékesítés többszintű feladati várnak a gazdákra: A viszontelőadók fogadása mellett, a marketingstratégiák fejlődésével egyre jelenvalóbbá vált az „apránkénti” postai küldeményként való értékesítés, a szövetkezeti mintához hasonló közösségbe tömörüléssel pedig az Egyházaskéri Tavaszi Fokhagyma Egyesület keretein belül a helyi termék levédése és kollektív értékesítése jelent reményteli lehetőséget a verbicaiaknak. 

## Népesség

### Demográfiai változások
| 1948 | 1953 | 1961 | 1971 | 1981 | 1991 | 2002 | 2011          |
| ---- | ---- | ---- | ---- | ---- | ---- | ---- | ------------- |
| 1214 | 1363 | 1220 | 988  | 654  | 548  | 404  | 404 fő (2002) |

## Nevezetességek
- Római katolikus temploma 1938-ban épült, Keresztelő Szent János születése tiszteletére szentelték fel.